# Fury!
Fury!  is een Nederlands verzamelalbum met daarop nummers van zestien Nederlandse punkbands. In het EYE Filmmuseum werd in het jaar 2016 aandacht besteed aan het veertigjarig bestaan van punk. Er was op de locatie een punkmuseum opgericht met dagelijks optredens van bands. Sommige van die bands staan op de voor deze gelegenheid uitgebrachte LP. De hoes is een ontwerp van Roel Smit.

## Nummers
- A1 	–Karel Anker & De Joden - Liegende Hollander
- A2 	–Citizens Patrol - Expectations
- A3 	–Need - Always Leaving
- A4 	–Antillectual - Racist Rash
- A5 	–The Anomalys - Deadline Blues
- A6 	–O.D.Kids - It's All A Lie
- A7 	–The Ex - How Thick You Think
- A8 	–Fake O's - riends
- B1 	–Vitamin X - About To Crack
- B2 	–The Local Spastics - Submission
- B3 	–E.T. Explore Me - Dr. Caligari
- B4	–The Real Danger - The Guessing Game
- B5 	–The Shining - The Infinite Reign Of Madness
- B6 	–Manliftingbanner - This is What?
- B7 	–Paranoid State - Shut The Door
- B8 	–Panic - Requiem For Martin Heidegger (Live)